# Đặng Thai Mai
Đặng Thai Mai (25 tháng 12 năm 1902—25 tháng 9 năm 1984) còn được biết đến dưới tên gọi Đặng Mai và những bút danh Thanh Tuyền, Thanh Bình. Ông là giáo sư, nhà giáo, nhà văn, nhà phê bình văn học Việt Nam và ông cũng là Bộ trưởng Bộ Giáo dục, Viện trưởng đầu tiên của Viện Văn học Việt Nam.

## Tiểu sử
Đặng Thai Mai sinh ngày 25 tháng 12 năm 1902 tại làng Lương Điền (nay là Thanh Xuân), huyện Thanh Chương, tỉnh Nghệ An trong một gia đình nho học. Cha ông là Đặng Nguyên Cẩn, đỗ phó bảng, tham gia phong trào Duy Tân cùng với Phan Bội Châu, Phan Chu Trinh, Ngô Đức Kế, Huỳnh Thúc Kháng, bị thực dân Pháp bắt, đày đi Côn Đảo. Ông là hậu duệ của Tể tướng Đặng Dung, thuộc chi Tiến sĩ Đặng Công Thiếp.
Sau khi cha bị bắt, ông về sống tại quê nội từ năm 6 tuổi, và được bà nội nuôi dưỡng, giáo dục lòng yêu nước, học chữ Hán và chữ Quốc ngữ theo chương trình Đông Kinh nghĩa thục.
Ông cũng theo học chính quy ở các trường tiểu học và trung học Vinh từ năm 1917 tới năm 1924.
Năm 1925, khi đang theo học tại Trường Cao đẳng Sư phạm Đông Dương - Hà Nội, ông tham gia phong trào đòi "ân xá" Phan Bội Châu, truy điệu Phan Châu Trinh, đồng thời gia nhập đảng Tân Việt.
Năm 1928, ông trở thành giáo sư Trường Quốc học Huế. Năm 1929, khi đảng Tân Việt tan vỡ, ông bị xử một năm tù treo, sau đó lại trở về dạy học ở Huế. Ông lại bị bắt năm 1930 và bị xử 3 năm vì tham gia phong trào Cứu tế đỏ. Sau khi ra tù, Đặng Thai Mai ra Hà Nội sống và dạy học tại trường tư Gia Long (1932).
Đến năm 1935, Đặng Thai Mai cùng với các bạn là Phan Thanh, Hoàng Minh Giám, Võ Nguyên Giáp... lập ra Trường Tư thục Thăng Long. Năm 1936, ông cùng Nguyễn Văn Tố, Vương Kiêm Toàn, Phan Thanh, Võ Nguyên Giáp,... thành lập ra Hội truyền bá chữ Quốc ngữ.
Ông bắt đầu hoạt động văn hóa thời kì Mặt trận Dân chủ (1936-1939), viết báo và sáng tác một số truyện ngắn bằng tiếng Pháp nêu gương các chiến sĩ cách mạng buổi đầu (Cô câm đã lên tiếng,Chú bé...).
Năm 1939, ông ứng cử Viện dân biểu Trung Kỳ, thay cho Phan Thanh vừa mất, và đã trúng cử. Năm 1944, ông cho ra đời tác phẩm Văn học khái luận - cuốn sách đầu tiên trình bày có hệ thống nhiều vấn đề lý luận văn học theo quan điểm tiến bộ, như điển hình và cá tính, nội dung và hình thức, truyền thống và hiện đại. Đặng Thai Mai cũng là người có công giới thiệu văn học hiện đại Trung Quốc qua các công trình Lỗ Tấn (1944), Tạp văn Trung Quốc (1944), các bản dịch kịch Lôi Vũ, Nhật xuất của Tào Ngu, Lịch sử văn học Trung Quốc hiện đại, tập 1 (viết năm 1958).
Sau Cách mạng tháng Tám, ông giảng dạy ở bậc đại học và nghiên cứu phê bình văn học. Năm 1946, ông được bầu làm đại biểu Quốc hội khoá I, Ủy viên Ban dự thảo Hiến pháp nước Việt Nam Dân chủ Cộng hòa, đồng thời là Bộ trưởng Bộ giáo dục trong Chính phủ liên hiệp kháng chiến thành lập ngày 2 tháng 3 năm 1946. Cũng trong năm này, ông gia nhập Đảng Cộng sản Đông Dương.
Trong các giai đoạn về sau, ông lần lượt giữ các chức vụ về văn hoá và giáo dục như Chủ tịch Ủy ban kháng chiến hành chính tỉnh Thanh Hóa, Hội trưởng Hội văn hóa Việt Nam, Giám đốc Trường dự bị đại học và Sư phạm cao cấp Liên khu IV, Giám đốc trường Đại học Sư phạm Hà Nội, Viện trưởng Viện Văn học, Chủ tịch Hội liên hiệp Văn học nghệ thuật Việt Nam. Ông cũng cho ra đời nhiều tác phẩm có giá trị như Văn thơ cách mạng Việt Nam đầu thế kỷ XX (1960), Trên đường học tập và nghiên cứu (tập 1, 1959, tập 2, 1965 và tập 3, 1973).
Đặng Thai Mai có vốn nho học uyên thâm và am hiểu văn học cổ điển Pháp, văn học hiện đại Trung Quốc, văn học cận đại Việt Nam. Đặng Thai Mai là nhà lý luận phê bình sắc sảo. Năm 1982, ông được Nhà nước tặng thưởng Huân chương Hồ Chí Minh. Năm 1996, ông lại được Nhà nước truy tặng Giải thưởng Hồ Chí Minh (đợt I) về các công trình nghiên cứu văn học Việt Nam và văn học thế giới.
Đặng Thai Mai mất ngày 25 tháng 9 năm 1984. Nơi an nghỉ cuối cùng tại Nghĩa trang Mai Dịch.

## Tác phẩm
- Văn học khái luận (1944)
- Lỗ Tấn (1944)
- Tạp văn trong văn học Trung Quốc ngày nay (1945)
- Chủ nghĩa nhân văn thời kỳ văn hóa Phục Hưng (1949)
- Giảng văn Chinh Phụ Ngâm (1950)
- Lược sử văn học hiện đại Trung Quốc (1958)
- Lỗ Tấn, thân thế và văn nghệ (1958)
- Văn thơ Phan Bội Châu (1958)
- Văn thơ cách mạng Việt Nam đầu thế kỷ XX (1961)
- Trên đường học tập và nghiên cứu, tập 1 (1959), tập 2 (1969), tập 3 (1970).
- Tiếng Việt, một biểu hiện hùng hồn của sức sống dân tộc (1967)
- Đặng Thai Mai - tác phẩm, tập 1 (1978), tập 2 (1984)
- Hồi ký Đặng Thai Mai (1985)

## Trao tặng, giải thưởng
- Giải thưởng Hồ Chí Minh đợt I (1996) về các công trình nghiên cứu văn học Việt Nam và văn học thế giới.[2]
- Huân chương Hồ Chí Minh (1982)
- Giáo sư (1976)
- Nhà giáo nhân dân
- UBND thành phố Hà Nội quyết định lấy tên của ông đặt cho một đường phố mới ở phường Quảng An, thuộc quận Tây Hồ, đường Đặng Thai Mai.

## Gia đình
Đặng Thai Mai lập gia đình với bà Hồ Thị Toan. Hai ông bà có năm con gái và một con trai, trong đó ba con rể của ông là tướng lĩnh Quân đội nhân dân Việt Nam (Võ Nguyên Giáp, Phạm Hồng Cư và Phạm Hồng Sơn).
- Trưởng nữ: Phó Giáo sư, Tiến sĩ Đặng Bích Hà, vợ của cố Đại tướng Võ Nguyên Giáp, Tổng Tư lệnh Quân đội nhân dân Việt Nam.[4]
- Thứ nữ: Phó Giáo sư, Tiến sĩ Đặng Thị Hạnh, vợ của cố Trung tướng Phạm Hồng Cư, nguyên Cục trưởng Cục Văn hoá, Tổng cục Chính trị Quân đội nhân dân Việt Nam; Phó Tư lệnh, Chủ nhiệm chính trị Quân khu 2, nguyên Phó Chủ nhiệm Tổng cục Chính trị Quân đội nhân dân Việt Nam.
- Thứ nữ: Giáo sư, Tiến sĩ Đặng Thanh Lê, nguyên giảng viên khoa Ngữ Văn Đại học Sư phạm Hà Nội, vợ của nhà nghiên cứu Ý học, Hiệp sĩ danh dự nhà nước Ý, Nguyên Phó Viện trưởng Viện Văn học, Phó Giáo sư Nguyễn Văn Hoàn.
- Thứ nữ: Phó Giáo sư, Tiến sĩ Đặng Anh Đào, nguyên giảng viên Trường Đại học Sư phạm Hà Nội, vợ của cố Trung tướng Phạm Hồng Sơn, nguyên Phó Viện trưởng Viện Chiến lược Quân sự, Bộ Tổng tham mưu Quân đội nhân dân Việt Nam, Phó Viện trưởng Học viện Quân sự cấp cao.[5]
- Trưởng nam: Phó Giáo sư, Tiến sĩ, Kiến trúc sư Đặng Thái Hoàng, Giảng viên trường Đại học Xây dựng.
- Thứ nữ: Phó Giáo sư, Tiến sĩ Đặng Xuyến Như, công tác tại Viện Ứng dụng Công nghệ.